# Justin Parker
Justin Parker é um compositor e produtor inglês mais conhecido por seu trabalho com cantoras Lana Del Rey e Ellie Goulding.

## Carreira
Parker começou a escrever música quando tinha 17 anos, mas sua carreira obteve avanço quando ele começou a trabalhar com Lana Del Rey, em fevereiro de 2011. Juntos, eles escreveram "Video Games", a canção está presente no primeiro álbum da cantora, Born to Die (2012). No entanto, os executivos da gravadora não se impressionaram com a música, mas a música se tornou um hit viral na internet após Del Rey posta-la na internet, isso levou a Fearne Cotton tocar a música na rádio BBC Radio 1. Del Rey, então, pediu a Parker para trabalhar em seu álbum. A dupla escreveu 12 músicas juntos, cinco dos quais acabou em Born to Die. Em 2012, Parker co-escreveu a canção "Ride", que mais tarde se tornou single da reedição do álbum da cantora, também está no EP Paradise.
Também em 2012, Parker co-escreveu o single "Laura" de Bat for Lashes terceiro álbum, The Man Assombrada, e a canção "I Know You Care" para o segundo álbum de Ellie Goulding, Halcyon. Também produziu a canção "Stay", a faixa está presente no álbum Unapologetic. Ainda em 2012, ganhou dois prêmios, um do Ivor Novello Awards pela canção "Video Games" na categoria "Melhor Canção Contemporânea" e outro do ASCAP Awards.

## Discografia
- Lana Del Rey
  - "Video Games"
  - "Born to Die"
  - "National Anthem"
  - "Carmen"
  - "Radio" (produtor adicional)
  - "Ride"
  - "Burning Desire"

- Bat for Lashes
  - "Laura"

- Ellie Goulding
  - "I Know You Care" (produtor)

- Sander van Doorn feat. Mayaeni
  - "Nothing Inside"

- Rihanna featuring Mikky Ekko
  - "Stay" (produtor)

- Kristina Train
  - "Lose You Tonight"

- Darren Hayes
  - "Not Even Close" (producer, engineer, and mixer)
- Fallulah
  - "13th Cigarette" (also producer and engineer)
- Sander van Doorn featuring Mayaeni
  - "Nothing Inside"
- Keith Urban
  - "Shame"
- Icona Pop
  - "Just Another Night" (also producer)
- Sia
  - "Straight for the Knife"
- Banks
  - "You Should Know Where I'm Coming From" (also producer)
- Skrillex
  - "Stranger"
- Luke Sital-Singh
  - "Lilywhite"
- Mikky Ekko
  - "Comatose" (also producer)
- Seal
  - "Do You Ever"
- Linkin Park
  - "Invisible"

## Awards
| Ano  | Instituição         | Prêmio                                      | Resultado |
| ---- | ------------------- | ------------------------------------------- | --------- |
| 2012 | Ivor Novello Awards | Melhor Canção Contemporânea ("Video Games") | Venceu    |
| 2012 | ASCAP Awards        | Foundation Stone Award                      | Venceu    |